# Архангельский автобус
Архангельский автобус — система городского общественного транспорта города Архангельска, административного центра Архангельской области.

## История

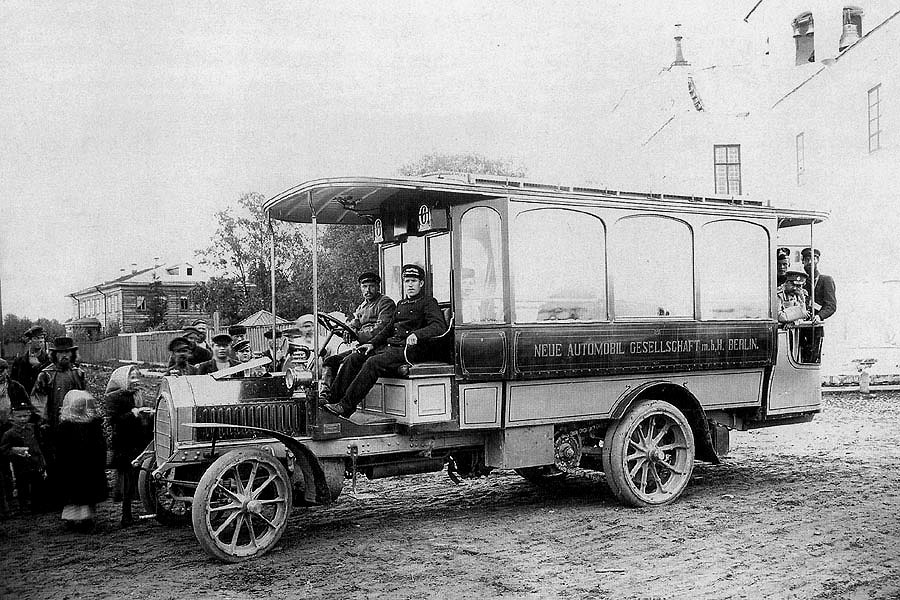
Один из первых автобусов NAG O 7 30/32 PS. Автобус был куплен на 1-й Международной автомобильной выставке в Санкт-Петербурге. Фото 1907 года

В Архангельске автобус в качестве общественного транспорта стал использоваться с июня 1907 года. В город был привезён автобус немецкой марки NAG. Эта машина была рассчитана на 25 пассажиров и весила 6 тонн. Мощность двигателя составляла 26 лошадиных сил.
В 2000-х годах в городе было закуплено большое количество автобусов «ПАЗ», заменивших выработавшие свой ресурс автобусы советского (ЛиАЗ), венгерского (Ikarus), польского (Jelcz) и шведского (Volvo) производства, после чего практически весь общественный транспорт был представлен марками «ПАЗ» и «ГАЗель». Из-за этого Архангельск получил неофициальное прозвище — «город ПАЗиков».
До 2016 года в городе действовали несколько нелегальных маршрутов (например, № 1у, 8). В них вместо билетов выдавались квитанции и автобусы имели надпись «Заказной» на лобовом стекле.
В 2018 году в Архангельск из Москвы были пригнаны 30 автобусов ЛиАЗ-4292 в связи с программой по замене московских автобусов на электробусы. Средний пробег автобусов составляет 100 тыс. километров, с учётом перегона в Архангельск. Они вышли на линии 30 декабря 2018 года, работают на маршрутах № 6, 9, 11, 12, 44, 54 и 60.
В некоторых автобусах (4, 41, 42, 43, 64, 69, 110 и других маршрутах) есть возможность оплатить проезд транспортной картой.
В 2019 году администрация города добавила ещё один маршрут — 90н. Маршрут, согласно приписке «н» — ночной. Осуществлял свою работу с 23:00 до 6:00. По нему курсировала всего одна «ГАЗель NEXT». На данный момент автобусы по этому маршруту не работают. 
С 1 января 2023 года на 28 городских маршрутов должен был выйти перевозчик ООО «Транспортная компания „РИКО“» (входит в ГК «Ранд-Транс»). В декабре 2022 года стало известно, что автобусы компании не смогут выйти на маршруты из-за отсутствия газозаправочной инфраструктуры (новые автобусы работают на компримированном природном газе). 1 февраля «РИКО» приступила к обслуживанию маршрутов, при этом вышла только на 13 маршрутов из 28 запланированных (из-за задержки поставок автобусов).
С 1 марта 2023 ООО «Транспортная компания „РИКО“» вышла на все маршруты, предусмотренные в рамках контрактов на 7 лет (всего 25 маршрутов). Глава города Архангельска сообщил о том, что парк компании полностью укомплектован, сформирован резерв, есть необходимое количество водителей. Однако, также стало известно о нехватке кондукторов у перевозчика. Парк перевозчика составляют автобусы Lotos-105 (большого класса), МАЗ-203.948 (большого класса), ЛиАЗ-5292.67 (большого класса) и МАЗ-206.948 (среднего класса); все автобусы работают на компримированном природном газе.
Всего в городе Архангельске существует 31 маршрут, при этом маршрут № 90н — не функционирует.

## Подвижной состав
- Lotos-105 (с февраля 2023)[8]
- ПАЗ-32054[9]
- ПАЗ-320302[10]
- ПАЗ-3204
- ПАЗ-320435-04 «Vector Next»[11]
- ЛиАЗ-4292.60[12]
- МАЗ-103[13]
- МАЗ-206[8]
- ГАЗ-A63R45 (ГАЗель Next)
- МАЗ-203.948 (с июня 2024)
- ЛиАЗ-5292.67 (с августа 2024)[8][14][15]
- КАвЗ-4270-82 (с февраля 2025)